# جوليس ألارد
جوليس ألارد هو سياسي كندي، ولد في 21 يناير 1859 في كندا، وتوفي في 3 يناير 1945 في مونتريال في كندا. حزبياً، نشط في حزب كيبيك الليبرالي. وقد انتخب عمدة وانتخب عضو الجمعية الوطنية في كيبك ‏.